# Route départementale 197 (Yvelines)
Pour les articles homonymes, voir Route départementale 197.
La route départementale 197 ou D197, est une route du département français des Yvelines.
Commençant sur la commune de Millemont giratoire, elle se termine à Garancières Giratoire de la gare.

## Localités traversées
- Millemont
- Garancières